# Mezzano Imer
Mezzano Imer è stato un comune italiano della Venezia Tridentina.

## Storia
Costituito nel 1928 con i territori di Mezzano e Imer, fu soppresso nel 1947 per ricostituzione dei comuni di Mezzano e Imer.

### Simboli
Lo stemma del comune di Mezzano Imer era stato concesso con regio decreto del 16 gennaio 1930, il gonfalone con regio decreto del 20 novembre 1933.